# Volksabstimmungen in der Schweiz 2012
Dieser Artikel bietet eine Übersicht der Volksabstimmungen in der Schweiz im Jahr 2012.
In der Schweiz fanden 2012 auf Bundesebene zwölf Volksabstimmungen statt, im Rahmen von vier Urnengängen am 11. März, 17. Juni, 23. September und 25. November. Dabei handelte es sich um drei fakultative Referenden, sieben Volksinitiativen und zwei Gegenentwürfe zu zurückgezogenen Volksinitiativen.

## Abstimmungen am 11. März 2012

### Ergebnisse
| Nr. | Vorlage | Art | Stimm- berechtigte | Abgegebene Stimmen | Beteiligung | Gültige Stimmen | Ja        | Nein      | Ja-Anteil | Nein-Anteil | Stände | Ergebnis |
| --- | --- | --- | ------------------ | ------------------ | ----------- | --------------- | --------- | --------- | --------- | ----------- | ------ | -------- |
| 555 | Eidgenössische Volksinitiative «Schluss mit uferlosem Bau von Zweitwohnungen!» | VI  | 5'139'055          | 2'321'951          | 45,18 %     | 2'276'400       | 1'152'598 | 1'123'802 | 50,63 %   | 49,37 %     | 13½:9½ | ja       |
| 556 | Eidgenössische Volksinitiative «für ein steuerlich begünstigtes Bausparen zum Erwerb von selbst genutztem Wohneigentum und zur Finanzierung von baulichen Energiespar- und Umweltschutzmassnahmen (Bauspar-Initiative)» | VI  | 5'139'055          | 2'311'923          | 44,99 %     | 2'218'098       | 0'980'273 | 1'237'825 | 44,19 %   | 55,81 %     | 4½:18½ | nein     |
| 557 | Eidgenössische Volksinitiative «6 Wochen Ferien für alle» | VI  | 5'139'055          | 2'334'005          | 45,42 %     | 2'303'703       | 0'771'717 | 1'531'986 | 33,50 %   | 66,50 %     | 0:23   | nein     |
| 558 | Bundesbeschluss vom 29. September 2011 über die Regelung der Geldspiele zugunsten gemeinnütziger Zwecke (Gegenentwurf zur Volksinitiative «Für Geldspiele im Dienste des Gemeinwohls»)                                  | GE  | 5'139'055          | 2'300'568          | 44,77 %     | 2'200'290       | 1'916'182 | 0'284'108 | 87,09 %   | 12,91 %     | 23:0   | ja       |
| 559 | Bundesgesetz vom 18. März 2011 über die Buchpreisbindung | FR  | 5'139'055          | 2'305'239          | 44,86 %     | 2'200'855       | 0'966'633 | 1'234'222 | 43,92 %   | 56,08 %     | –      | nein     |

### Zweitwohnungsinitiative
Der Verein «Helvetia Nostra» um den Umweltschützer Franz Weber kritisierte schon seit längerem die Schweizer Raumplanung, den Verlust von Kulturland und insbesondere die Zersiedelung. Im Dezember 2007 reichte er eine Volksinitiative ein, mit der in der Bundesverfassung festgeschrieben werden sollte, dass der Anteil der Zweitwohnungen am Gesamtbestand der Wohneinheiten und der für Wohnzwecke genutzten Bruttogeschossfläche einer Gemeinde auf höchstens zwanzig Prozent beschränkt wird. Per Gesetz sollten die Gemeinden dazu verpflichtet werden, ihren Erstwohnungsanteilsplan und den detaillierten Stand des Vollzugs laufend zu veröffentlichen. Der Bundesrat hielt die Forderung für zu restriktiv, und das Parlament stellte ihr einen indirekten Gegenvorschlag in Form von flankierenden Massnahmen zur damals geplanten Aufhebung der «Lex Koller» entgegen. Links-grüne Parteien unterstützten das Begehren und wiesen auf den ungebremsten und unkontrollierten Bau von Zweitwohnungen vor allem in touristisch genutzten Regionen hin, der die Schönheit der Bergwelt gefährde. Ebenso übten sie Kritik am kurzfristigen Profitdenken der Baubranche. Bürgerliche Parteien sowie Wirtschafts- und Gewerbeverbände hielten die Bestimmungen für zu starr und sahen mit der Initiative kommunale und kantonale Kompetenzen sowie wirtschaftliche und regionalpolitische Interessen gefährdet. Da sie zunächst siegessicher waren, führten sie eine laue Abstimmungskampagne, was es den Befürwortern erlaubte, mit emotionalen Botschaften ihren Rückstand in den Umfragen wettzumachen. Vor allem die städtischen Regionen des Mittellands verhalfen der Vorlage zu einem knappen Volks- und Ständemehr, womit sie die direkt betroffenen Berg- und Tourismuskantone überstimmten.

### Erste Bausparinitiative
Bisher war Basel-Landschaft der einzige Kanton, in dem es möglich war, Bauspareinlagen von den Steuern zu befreien. Die «Schweizerische Gesellschaft zur Förderung des Bausparens» wollte erreichen, dass diese Regelung in allen Kantonen eingeführt werden kann, weshalb sie im September 2008 eine entsprechende Volksinitiative einreichte. Konkret sollten die Einlagen während höchstens zehn aufeinanderfolgenden Jahren von der Vermögenssteuer sowie die auf diesem Kapital angewachsenen Zinsen von der Einkommenssteuer befreit werden; weitere steuerliche Entlastungen waren für Energiespar- und Umweltschutzmassnahmen an Wohneigentum vorgesehen. Sowohl der Bundesrat als auch der Ständerat waren der Ansicht, dass die vorhandenen Massnahmen zur Förderung von selbstbenutztem Wohneigentum ausreichend seien, weshalb sie die Initiative ablehnten. Ein vom Ständerat ausgearbeiteter Gegenvorschlag fiel durch, während der Nationalrat die Initiative zur Annahme empfahl. Unterstützung fand sie bei den bürgerlichen Parteien, wenn auch mit abweichenden Empfehlungen zahlreicher Kantonalsektionen. Die Befürworter verwiesen auf das Beispiel von Basel-Landschaft und argumentierten, dass Bausparen Investitionen und die Schaffung von Arbeitsplätzen fördere. Auf der Gegenseite waren vor allem linke und grüne Parteien der Ansicht, dass die Initiative grosse Steuerausfälle zur Folge hätte und nur diejenigen von den Regelungen profitieren würden, die es gar nicht nötig hätten. Eine relativ deutliche Mehrheit von Volk und Ständen lehnte die Initiative ab; Zustimmung fand sie nur in den Kantonen Basel-Landschaft, Genf, Tessin, Waadt und Wallis.

### Ferieninitiative
Im Juni 2009 reichte der Gewerkschaftsdachverband Travail.Suisse eine Volksinitiative ein, die einheitlich sechs Wochen Ferien für alle Erwerbstätigen forderte. Er begründete dies mit der gestiegenen Arbeitsbelastung, der höheren Produktivität sowie einer Angleichung an andere europäische Länder. Bundesrat und Parlament wiesen das Begehren als zu unflexibel zurück, hielten aber fest, dass die Produktivitätssteigerung durchaus über höhere Löhne abgegolten werden könnte. Unterstützung fand die Initiative bei linken Parteien. Der Stress am Arbeitsplatz habe mit dem wirtschaftlichen Strukturwandel zugenommen, und die Schweiz sei, was die Wochenarbeitsstunden betreffe, ohnehin internationale Spitzenreiterin. Sechs Wochen Ferien seien wirtschaftlich tragbar, und die grössere Erholungszeit würde zu einer Senkung der Gesundheitskosten beitragen. Die bürgerlichen Parteien und die Wirtschaftsverbände hielten dem entgegen, dass die Initiative nichts darüber sage, ob Arbeitnehmer oder Arbeitgeber die anfallende Mehrbelastung zu tragen hätten. Letztere müssten mehr Personal einstellen, wodurch jede zusätzliche Ferienwoche zu einer Erhöhung der Lohnkosten um zwei Prozent führen und somit die Konkurrenzfähigkeit der Schweizer Wirtschaft verringern würde. Alternativ könnten die Arbeitgeber auch die Wochenarbeitszeit erhöhen, was dem eigentlichen Zweck der Initiative zuwiderlaufe. Die Initiative scheiterte deutlich: Zwei Drittel der Abstimmenden und alle Kantone lehnten sie ab.

### Geldspiele zugunsten gemeinnütziger Zwecke
2009 reichte die Loterie Romande eine Volksinitiative ein, mit der das Lotteriemonopol der Kantone in der Bundesverfassung verankert werden sollte. Auf diese Weise sollten die Gewinne aus den Lotteriegeldern weiterhin für kulturelle und soziale Projekte sowie für die Sportförderung eingesetzt werden können. Der Bundesrat war grundsätzlich damit einverstanden, strebte aber eine umfassendere Regelung an und präsentierte ein Jahr später einen Gegenentwurf. Nachdem das Parlament diesem zugestimmt hatte, zogen die Initianten ihr Begehren im Oktober 2011 zurück. Der Gegenentwurf regelte neben Lotterien auch Spielbanken, Sportwetten und Geschicklichkeitsspiele. Er bestimmte, dass die Reinerträge aus den Lotterien und Sportwetten vollumfänglich für gemeinnützige Zwecke verwendet werden müssen, während die Einnahmen aus der Spielbankenabgabe weiterhin der AHV und der IV zugutekommen. Allgemein war der neue Verfassungsartikel konkreter gefasst; er verpflichtete den Bund und neu auch die Kantone, den Gefahren der Geldspiele bei Gesetzgebung und Spielaufsicht Rechnung zu tragen. Praktisch alle im Parlament vertretenen Parteien unterstützten die Vorlage, und es gab keine organisierte Opposition, weshalb sich die Abstimmungskampagne durch eine äusserst geringe Intensität auszeichnete. Fast neun Zehntel der Abstimmenden und alle Kantone nahmen die Vorlage an.

### Buchpreisbindung
1999 hatte die Wettbewerbskommission (Weko) die Buchpreisbindung aufgehoben, doch 2002 hiess das Bundesgericht einen Rekurs des Schweizer Buchhändler- und Verleger-Verbandes gut, worauf eine Neubeurteilung vorgenommen werden musste. 2005 erklärte die Weko die Buchpreisbindung ein zweites Mal für unzulässig, ab 2007 war sie endgültig verboten. Dem gegenüber stand eine 2005 von den zuständigen Kommissionen beider Parlamentskammern überwiesene parlamentarische Initiative, welche die Schaffung gesetzlicher Grundlagen zur Regulierung der Bücherpreise verlangte. Obwohl der Bundesrat 2009 die geplante Marktregulierung als ungerechtfertigt kritisierte, beschloss das Parlament das neue Bundesgesetz über die Buchpreisförderung. Demnach sollte während einer Mindestdauer von 18 Monaten eine obligatorische Preisanbindung an einen von Verlegern oder Importeuren festgelegten Fixpreis erfolgen. Ausserdem sollte der Preisüberwacher bei übermässiger Preisdifferenz zum Ausland ein Einspracherecht besitzen. Gegen das Gesetz ergriffen die Jungfreisinnigen, die Junge SVP und die Jungen Grünliberalen das Referendum. Die von den Wirtschaftsverbänden unterstützten Gegner argumentierten, die Buchpreisbindung führe zu höheren Preisen und nütze nur den ausländischen Verlagen. Linke Parteien, die CVP (mit mehreren abweichenden Kantonalsektionen), Buchhändler, Autoren und Verleger hielten dem entgegen, dass das Gesetz die literarische Vielfalt sichere und zu einer Stärkung kleiner Verlage und unbekannter Autoren beitrage. Eine deutliche Mehrheit der Abstimmenden lehnte das Gesetz ab; dazu trug laut Vox-Analyse insbesondere die Unsicherheit bei, ob der private Online-Buchkauf im Ausland ebenfalls der Preisbindung unterstellt sei.

## Abstimmungen am 17. Juni 2012

### Ergebnisse
| Nr. | Vorlage | Art | Stimm- berechtigte | Abgegebene Stimmen | Beteiligung | Gültige Stimmen | Ja        | Nein      | Ja-Anteil | Nein-Anteil | Stände | Ergebnis |
| --- | --- | --- | ------------------ | ------------------ | ----------- | --------------- | --------- | --------- | --------- | ----------- | ------ | -------- |
| 560 | Eidgenössische Volksinitiative «Eigene vier Wände dank Bausparen»                                                  | VI  | 5'149'086          | 1'984'038          | 38,53 %     | 1'934'288       | 0'601'449 | 1'332'839 | 31,09 %   | 68,91 %     | 0:23   | nein     |
| 561 | Eidgenössische Volksinitiative «Für die Stärkung der Volksrechte in der Aussenpolitik (Staatsverträge vors Volk!)» | VI  | 5'149'086          | 1'983'704          | 38,53 %     | 1'942'832       | 0'480'173 | 1'462'659 | 24,72 %   | 75,28 %     | 0:23   | nein     |
| 562 | Änderung vom 30. September 2011 des Bundesgesetzes über die Krankenversicherung (Managed Care)                     | FR  | 5'149'086          | 1'990'232          | 38,65 %     | 1'949'529       | 0'466'993 | 1'482'536 | 23,95 %   | 76,05 %     | –      | nein     |

### Zweite Bausparinitiative
Im Januar 2009 reichte der Hauseigentümerverband zwei Initiativen ein. Beide zielten darauf ab, das Wohneigentum zu fördern, weshalb sie zusammen auch als «Zwillingsinitiativen» bezeichnet wurden. Mit der Initiative «Eigene vier Wände dank Bausparen» sollten Bauspareinlagen für den erstmaligen Erwerb von selbstgenutztem Wohneigentum in der Schweiz während nicht mehr als zehn Jahren steuerlich privilegiert werden. Dabei sollte der steuerfreie Betrag auf 10'000 Franken jährlich begrenzt sein, bei Ehepaaren auf 20'000 Franken. Im Gegensatz zu der am 11. März 2012 abgelehnten Bauspar-Initiative sollte die Steuerbefreiung nicht fakultativ sein, sondern zwingend auf Stufe des Bundes und der Kantone eingeführt werden. Bundesrat und Ständerat wiesen das Begehren zurück, da der Verfassungsauftrag zur Förderung des Bauens von Wohneigentum bereits erfüllt sei; hingegen empfahl der Nationalrat knapp die Annahme. Unterstützung erhielten die Initianten von der FDP und der SVP. Sie argumentierten, dass vor allem mittlere Einkommen vom Bausparen profitieren würden und dass die bereits bestehende Möglichkeit des Vorbezugs von Vorsorgegeldern mit Nachteilen verbunden sei. Die Gegner, zu denen neben den linken Parteien auch die BDP und die CVP gehörten, bezweifelten den Nutzen des Bausparens gerade für mittlere Einkommen. Sie warnten vor steigenden Preisen im Immobilienmarkt aufgrund der erhöhten Nachfrage, erhöhtem Kontrollaufwand der Steuerbehörden sowie beträchtlichen Steuerausfällen für Bund, Kantone und Gemeinden. Mehr als zwei Drittel der Abstimmenden und alle Kantone lehnten die Initiative ab. Über die zweite Initiative wurde im September abgestimmt.

### Staatsverträge vors Volk
2007 lehnte der Nationalrat eine parlamentarische Initiative der SVP ab, die verlangt hatte, die bisher dem fakultativen Referendum unterstehenden völkerrechtlichen Verträge dem obligatorischen Referendum zu unterstellen. Daraufhin reichte die Aktion für eine unabhängige und neutrale Schweiz (AUNS) im August 2009 eine Volksinitiative ein. Zukünftig sollte über Staatsverträge obligatorisch abgestimmt werden, die drei oder mehr Staaten einheitliche Regeln für bedeutende Fragen vorschreiben, in denen sich die Schweiz zur automatischen Übernahme ausländischen Rechts verpflichtet, mit denen die Schweiz ein internationales Gericht akzeptiert oder die zu wiederkehrenden Ausgaben von über 100 Millionen Franken pro Jahr bzw. zu einer einmaligen Zahlung von mehr als einer Milliarde Franken führen. Unterstützung erhielten die Initianten von der SVP, kleinen Rechtsaussenparteien und der PdA. Die Befürworter betonten, dass Staatsverträge von besonderer Tragweite nur dann aussenpolitisch glaubwürdig seien, wenn Volk und Stände das letzte Wort hätten und somit die «schweizerische Hierarchie der Gewalten wiederhergestellt» werde. Die Gegner stammten von linken und bürgerlichen Parteien sowie von Wirtschaftsverbänden und Gewerkschaften. Sie betonten, es bestehe kein Grund, für Staatsverträge andere demokratische Regeln einzuführen als für das Landesrecht. Zudem müsste auch über politisch völlig unbestrittene Staatsverträge zwingend eine Abstimmung durchgeführt werden, was unnötige und teure Leerläufe verursachen würde. Drei Viertel der Abstimmenden und alle Kantone lehnten die Vorlage ab.

### Änderung des Krankenversicherungsgesetzes
2004 präsentierte der Bundesrat einen Entwurf für eine Teilrevision des Krankenversicherungsgesetzes. Vorgesehen war unter anderem die Einführung eines freiwilligen Managed-Care-Modells mit integrierten Versorgungsnetzwerken, das jeweils Ärzte, Spezialisten, Spitäler und weitere Leistungserbringer umfassen sollte. Wer sich entsprechend versichern würde, sollte von einem tieferen Selbstbehalt profitieren und im Gegenzug Gesundheitsdienstleistungen nur noch von Leistungserbringern innerhalb eines solchen Netzwerkes in Anspruch nehmen dürfen. Die parlamentarische Beratung zog sich über Jahre hin und erforderte eine Einigungskonferenz. Nachdem beide Parlamentskammern ihre Zustimmung gegeben hatten, brachte eine Gruppe von Spezialärzten mit Unterstützung des Schweizerischen Gewerkschaftsbundes im Januar 2012 ein Referendum zustande. Zu den Befürwortern gehörten FDP, GLP, EVP und CVP (allerdings mit mehreren abweichenden Kantonalsektionen). Sie erhofften sich von der Vorlage eine kostengünstigere und besser koordinierte Gesundheitsversorgung. Die von SP, BDP und SVP angeführte Gegnerschaft argumentierte, die Vorlage schränke die freie Arztwahl ein und führe entgegen den Versprechungen nicht zu Kosteneinsparungen, sondern zu Qualitätseinbussen und zu einer Zwei-Klassen-Medizin. Über drei Viertel der Abstimmenden lehnten die als sehr komplex wahrgenommene Vorlage ab.

## Abstimmungen am 23. September 2012

### Ergebnisse
| Nr. | Vorlage | Art | Stimm- berechtigte | Abgegebene Stimmen | Beteiligung | Gültige Stimmen | Ja        | Nein      | Ja-Anteil | Nein-Anteil | Stände | Ergebnis |
| --- | --- | --- | ------------------ | ------------------ | ----------- | --------------- | --------- | --------- | --------- | ----------- | ------ | -------- |
| 563 | Bundesbeschluss vom 15. März 2012 über die Jugendmusikförderung (Gegenentwurf zur Volksinitiative «jugend + musik») | GE  | 5'160'811          | 2'188'758          | 42,41 %     | 2'135'276       | 1'552'045 | 0'583'231 | 72,69 %   | 27,31 %     | 23:0   | ja       |
| 564 | Eidgenössische Volksinitiative «Sicheres Wohnen im Alter»                                                           | VI  | 5'160'811          | 2'194'727          | 42,53 %     | 2'139'511       | 1'014'016 | 1'125'495 | 47,39 %   | 52,61 %     | 9½:13½ | nein     |
| 565 | Eidgenössische Volksinitiative «Schutz vor Passivrauchen»                                                           | VI  | 5'160'811          | 2'209'395          | 42,81 %     | 2'179'190       | 0'741'205 | 1'437'985 | 34,01 %   | 65,99 %     | 1:22   | nein     |

### Jugendmusikförderung
Ein aus Vertretern von Musik- und Jugendverbänden bestehendes Komitee reichte 2008 eine Volksinitiative ein, die den Musikunterricht an den Schulen und die Jugendmusik im Allgemeinen fördern wollte. Der Bundesrat war mit der Forderung zwar grundsätzlich einverstanden, wollte aber einen Eingriff in die Bildungshoheit der Kantone vermeiden und lehnte die Initiative ab. Während der Ständerat diese Haltung unterstützte, stimmte der Nationalrat der Initiative zu. Daraufhin arbeitete die ständerätliche Bildungskommission einen Gegenentwurf aus, der sich auf die ausserschulische Musikförderung konzentrierte. Die nationalrätliche Bildungskommission überarbeitete den Entwurf, der nun auch den schulischen Bereich mit einschloss, ohne aber die geltende Kompetenzverteilung zwischen Bund und Kantonen zu tangieren. Nachdem beide Räte dem Gegenentwurf zugestimmt hatten, zogen die Initianten ihr Begehren zurück. Gemäss dem vorgeschlagenen Verfassungsartikel sollte der Bund erst dann tätig werden, wenn eine Koordination zwischen den Kantonen bezüglich Harmonisierung der Ziele des Musikschulunterrichts scheitert. Zwar lehnten SVP und FDP die Vorlage aus föderalistischen Gründen ab, waren aber in der Abstimmungskampagne kaum präsent. Alle anderen Parteien betonten die Wichtigkeit der musikalischen Bildung und den egalitären Zugang zu dieser. Fast drei Viertel der Abstimmenden und alle Kantone nahmen die Vorlage an.

### Sicheres Wohnen im Alter
Die zweite «Zwillingsinitiative», die der Hauseigentümerverband im Januar 2009 eingereicht hatte, forderte, dass Personen im Rentenalter die einmalige Möglichkeit erhalten sollten, auf die Besteuerung des Eigenmietwerts bei selbst bewohntem Wohneigentum zu verzichten. Im Gegenzug sollten – bis auf einen Unterhaltskostenbeitrag von jährlich 4000 Franken – Schuldzinsen und weitere Kosten nicht mehr steuerlich abzugsfähig sein. Weiterhin vollständig abzugsberechtigt bleiben sollten Kosten für Massnahmen, die dem Energiesparen, dem Umweltschutz oder der Denkmalpflege dienen. Bundesrat und Parlament lehnten die Initiative ab, da sie zu einer Besserstellung von Wohneigentümern im Pensionsalter gegenüber anderen Altersgruppen führe sowie insbesondere auch gegenüber Mietern. Auf einen indirekten Gegenvorschlag, der die generelle Abschaffung der Eigenmietwertbesteuerung in Verbindung mit der vollständigen Abschaffung der steuerlichen Abzugsmöglichkeiten vorgesehen hätte, ging das Parlament nicht ein. Nur die SVP, der Gewerbeverband sowie einzelne FDP-, CVP- und BDP-Kantonalparteien unterstützten die Vorlage. Sie waren der Ansicht, die geltende Eigenmietwertbesteuerung wirke sich besonders negativ auf ältere Menschen aus, da diese ihre Hypotheken oft ganz oder teilweise amortisiert hätten und somit kaum oder gar keine Schuldzinsen mehr abziehen könnten. Die Gegner wiesen auf die entstehende Ungleichbehandlung hin und hielten die Initiative für inkonsequent, da weiterhin ein Steuerabzug für Unterhaltskosten zulässig wäre. Zudem befürchteten sie nicht bezifferbare Steuerausfälle bei Bund, Kantonen und Gemeinden. Die Vorlage scheiterte knapp am Volks- und Ständemehr.

### Schutz vor Passivrauchen
Das im Oktober 2008 vom Parlament verabschiedete Bundesgesetz zum Schutz vor Passivrauchen ging der Lungenliga, der Schweizerischen Herzstiftung, der Krebsliga und dem Ärzteverband FMH zu wenig weit, weshalb sie im Mai 2010 eine Volksinitiative einreichten. Sie forderte, dass in allen Innenräumen, die öffentlich zugänglich sind oder als Arbeitsplatz dienen, das Rauchen verboten wird. Fumoirs in Gastronomiebetrieben wären nur noch zulässig, wenn darin Selbstbedienung gilt. Bundesrat und Parlament sprachen sich gegen die Initiative aus, da das am 1. Mai 2010 in Kraft getretene Bundesgesetz den Schutz der Gesundheit von Nichtrauchern bereits sicherstelle. SP, Grüne, EVP und Gewerkschaften sprachen sich für die Vorlage aus. Sie wiesen in der Abstimmungskampagne auf die Gefährlichkeit des Passivrauchens hin und betonten die Notwendigkeit einer schweizweit einheitlichen Regelung. Zu den Gegnern gehörten die bürgerlichen Parteien, ebenso Economiesuisse, Gewerbeverband und GastroSuisse. Sie empfanden die Massnahmen der Vorlage als Zwängerei und betonten, dass die erst vor kurzem eingeführte Regelung ausreiche und bei Bedarf nachgebessert werden könne. Uneinig waren sich Gegner und Befürworter in der Frage, ob in Einzelbüros weiterhin geraucht werden dürfe und ob Fumoirs vollständig abgeschafft werden müssten. Rund zwei Drittel der Abstimmenden lehnten die Vorlage ab, eine knappe Ja-Mehrheit gab es nur im Kanton Genf.

## Abstimmung am 25. November 2012

### Ergebnis
| Nr. | Vorlage                                            | Art | Stimm- berechtigte | Abgegebene Stimmen | Beteiligung | Gültige Stimmen | Ja        | Nein      | Ja-Anteil | Nein-Anteil | Stände | Ergebnis |
| --- | -------------------------------------------------- | --- | ------------------ | ------------------ | ----------- | --------------- | --------- | --------- | --------- | ----------- | ------ | -------- |
| 566 | Änderung vom 16. März 2012 des Tierseuchengesetzes | FR  | 5'166'732          | 1'425'830          | 27,60 %     | 1'385'704       | 0'946'220 | 0'439'484 | 68,28 %   | 31,72 %     | –      | ja       |

### Tierseuchengesetz
Als Reaktion auf die sich seit 2006 ausbreitende Vogelgrippe H5N1 forderte CVP-Nationalrat Markus Zemp im Juni 2008 mittels einer Motion die Überarbeitung des seit 1960 bestehenden Tierseuchengesetzes. Nach der Überweisung der Motion präsentierte der Bundesrat einen Entwurf, der mehr Kompetenzen für den Bund zur Prävention von Tierseuchen vorsah, insbesondere bei der Beschaffung von Impfstoffen. Ausserdem sollten der Handel mit Tieren eingeschränkt und das Hausieren mit ihnen ganz verboten werden. Mit Ausnahme der Finanzierungsfrage war die Vorlage im Parlament unbestritten; schliesslich einigten sich beide Räte darauf, dass die Kosten den Kantonen auferlegt werden sollen. Gegen diesen Beschluss brachten im Juli 2012 verschiedene impfkritische und links-grüne landwirtschaftliche Organisationen ein Referendum zustande. Die von der SVP und der EDU unterstützten Gegner befürchteten, das neue Gesetz führe zu vermehrtem Impfzwang. Sie behaupteten auch, die Selbstbestimmung der Tierhalter werde durch den Einfluss der Pharmalobby ausgehebelt. Die meisten anderen Parteien (inklusive der Grünen und Grünliberalen) und insbesondere der Bauernverband waren der Ansicht, dass die Gesetzesänderung den Schutz vor gefährlichen Tierseuchen verbessere. Seitens der SVP wichen acht Kantonalparteien von der nationalen Empfehlung ab und unterstützten die Vorlage. Bei sehr geringer Beteiligung (der tiefsten seit 40 Jahren) befürworteten über zwei Drittel der Abstimmenden die Gesetzesrevision; Nein-Mehrheiten resultierten nur in den Kantonen Appenzell Innerrhoden und Uri.